# Augusto Meneses Miniaty

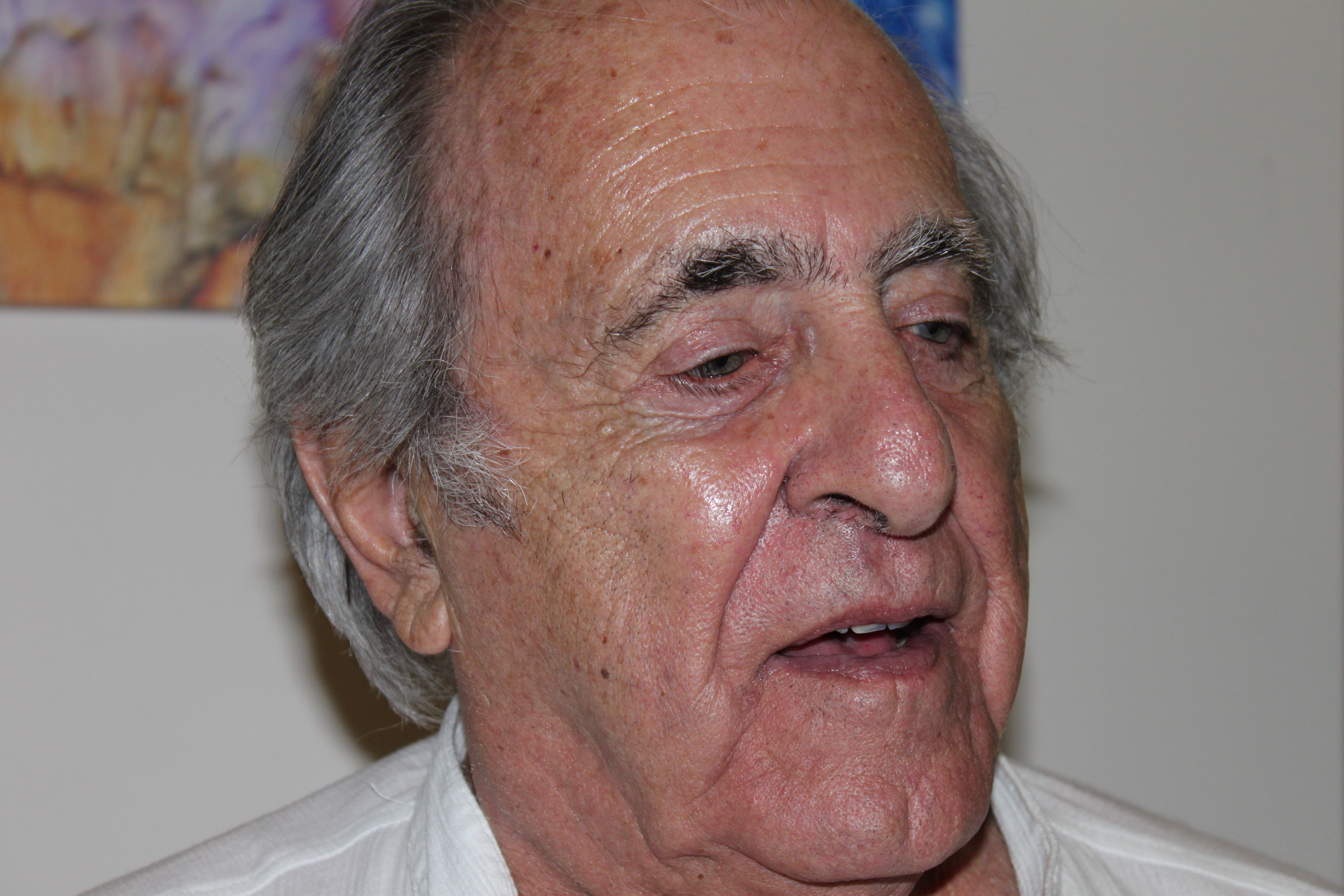

Augusto Meneses Miniaty (* 12. Juli 1931 in Madrid) ist ein internationaler Fotograf und Künstler, der in den letzten 60 Jahren herausragende Persönlichkeiten aus der Weltpolitik auf Zelluloid gebannt hat. Er war einstmals Assistent des amerikanisch-russischen Starfotografen Lee Boltin (1917–1991) und arbeitete für zahlreiche namhafte Zeitungen (Axel Springer (Bunte), Paris Match, Observer, Life Magazine, Cosmopolitan, Queen Magazine, Marie-Claire, GENTE, Jour de France u. v. m.). Er ist fünfsprachig und hat auf allen Kontinenten gearbeitet.

## Leben
Augusto Meneses Miniaty wurde als zweiter Sohn von Carmen Miniaty geboren. Sein Vater war Schriftsteller und Journalist und aus politischen Gründen zog die Familie nach Paris, wo Augusto mit seiner Schwester und seinem Bruder den Zweiten Weltkrieg als Kind in allen Nuancen zu spüren bekamen. Seine Mutter ernährte die Familie als Modejournalistin. Als die Familie nach dem Krieg erst für zwei Jahre nach Portugal und dann wieder nach Madrid zurückging, wurde sein Vater im Januar 1945 vom Franco-Regime verhaftet und eingesperrt. Augusto wurde kurz vor seinem 20. Lebensjahr zum Militär einberufen, flüchtete aber bald nach Australien, wo er ein neues Leben begann und 1954 seine erste Frau, eine Australierin, heiratete. 1961 zog er nach Ägypten und traf im selben Jahr mit dem Starfotografen Lee Boltin zusammen, der ihn entdeckte und ihn auch ausbildete. Die beiden verband zu Lebzeiten eine enge Freundschaft. Die Karriere als Fotograf begann Augusto Meneses als Assistent von Lee Boltin, von dem er wenig später in das Fachgebiet der Reproduktion von historischen Manuskripten eingeweiht und so auch der erste Fotograf wurde, der die verloren geglaubten und nicht veröffentlichten zwei Manuskripte von Leonardo da Vinci für das LIFE Magazin ablichten konnte. In den nachfolgenden Jahren reiste Meneses durch die ganze Welt, um seine charismatischen Porträts von Politikern und V.I.P.s zu schießen und dabei viele Freundschaften zu schließen, aber auch einzigartige Geschichten mit den Menschen aus dieser Welt zu erleben, die er erst spät in seiner Biografie zu Papier brachte. Augusto Meneses hat eine Tochter aus zweiter Ehe mit seiner verstorbenen ägyptischen Gattin und lebt heute mit seiner Frau Maria de la Torre in Cannes.

## Leistungen
- Augusto Meneses Miniaty hat mit seinen frühen Fotos ein Stück Weltgeschichte dokumentiert, gleichzeitig bildet er die Menschen aber nicht nur als Würdenträger oder politische Vertreter ab, sondern lässt sie durch die Wahl von außergewöhnlichen Perspektiven scheinbar „menschlicher“ und „näher“ und fehlbarer erscheinen.
- 1967 war er der erste Fotograf, der das Gesamtwerk von Leonardo da Vincis verlorengeglaubtem Notizbuch, dem Codex Madrid, ablichten darf.[1]
- 2010 im Alter von fast 80 Jahren mit einer heftigen Lungenerkrankung, die ihn nur noch mit einem tragbaren Sauerstoffgerät atmen lässt, schafft er den Tropfsteinhöhlen-Farbenzyklus in der Volksrepublik China,[2] den er mit modernster Technik in einer immensen Licht- und Farbenpracht schafft.

## Werke
- Fotografien in Katalog beispielsweise Augusto Meneses Miniaty, Spazio81, April 2011
- Winston Churchill 1959
- John F.Kennedy    1960
- Che Guevara       1960
- Fidel Castro      1960
- Nikita Krusciov   1960
- Juan Charlos      1962
- Ferdinando Marcos 1965
- Franko            1966
- Jacky Kennedy     1966
- Tony Curtis       1966
- Frank Sinatra     1966
- Grace Kelly       1966
- Geraldine Chaplin 1968
- Arafat            1969
- Farah Diba        1980

Aufbewahrungsort: Archiv Hamburg, Berlin; letzte Ausstellung 20. Oktober 2011 Amy, via Lovanio, Milano Italien